# クエソン県
クエソン県（クエソンけん、ベトナム語：Huyện Quế Sơn / 縣桂山?）は、ベトナム社会主義共和国クアンナム省の県。面積は251.17 km²、人口は114,650人（2018年）である。

## 行政区画
1市鎮13社から構成される。